# Боян (Клуж)
Боян (рум. Boian) — село у повіті Клуж в Румунії. Входить до складу комуни Чану-Маре.
Село розташоване на відстані 294 км на північний захід від Бухареста, 33 км на південний схід від Клуж-Напоки.

## Населення
За даними перепису населення 2002 року у селі проживали 822 особи. Рідною мовою 820 осіб (99,8%) назвали румунську.
Національний склад населення села:
| Національність | Кількість осіб | Відсоток |
| -------------- | -------------- | -------- |
| румуни         | 814            | 99,0%    |
| цигани         | 6              | 0,7%     |